# Ljutyj (Drohne)
Die AN-196 Ljutyj (ukrainisch лютий, deutsch ‚wütend‘, englisch fierce) ist eine 2023 in der Ukraine entwickelte Kampfdrohne mit langer Reichweite, welche mittlerweile mit bis zu 2000 km angegeben wird.
Sie wurde zur Abwehr des 2022 vom russischen Präsidenten Wladimir Putin befohlenen russischen Überfalls auf die Ukraine gebaut. Im Juni 2024 wurde der Beginn der Massenproduktion gemeldet.

## Konstruktion
Die Drohne ist mit einem Fahrwerk, einem großen doppelt langstieligen Heckleitwerk und als Tiefdecker seitlich mit zwei langen, geraden und schmalen Tragflächen ausgestattet. Sie besitzt einen heckständigen einfachen Propellerantrieb mit Benzinmotor. Der Gefechtskopf der Kamikazedrohne kann bis zu 75 kg Sprengstoff aufnehmen und basiert auf dem Prinzip der Zerlegungsmunition.

## Einsatz
2024 wurden Ljutyj-Drohnen erstmals erfolgreich gegen russische Ölraffinerien und militärische Flugplätze eingesetzt.
Im Juli 2025 traf eine Drohne in Ischewsk einen Industriebetrieb (Kupol) mehr als tausend Kilometer von der Ukraine entfernt.